# غزه (شهر)
غزه (به عربی: غزة) نام شهری عرب‌نشین در نوار غزه است که در درگیری نیروهای جنبش فتح تحت کنترل گروه حماس درآمد. در انتخابات سال ۲۰۰۵ حماس با رأی قاطع در انتخابات شهرداری‌های غزه پیروز شد. جمعیت شهر غزه ۵۹۰٬۴۸۱ نفر است که از اعراب فلسطینی تشکیل شده‌است.

## تاریخچه
از لحاظ راهبردی، این شهر بر روی نوار ساحلی مدیترانه قرار گرفته، غزه باستانی یک مرکز پر رونق تجاری و محل توقفگاه مسیر کاروان‌های بین مصر و سوریه بوده‌است. این شهر در قرن پانزدهم پیش از میلاد توسط مصر اشغال شد. فلسطینی‌ها چند صد سال بعد در این ناحیه اقامت کردند، و غزه به یکی از پنج شهر اصلی منطقه تبدیل شد.

### پیش از میلاد
در سال ۱۴۵ پیش از میلاد شهر غزه به وسیله جاناتان مکابس از دودمان هسمونیان، برادر یهودا مکابس از دودمان مکابی تسخیر شد. حضور یهودیان در این ناحیه با موفقیت همراه بود تا این که جاوینیوس، حاکم رومی آن‌ها را در سال ۶۱ میلادی از آنجا اخراج کرد. در زمانی که قانون مذهبی میشناه و تلمود در این ناحیه رواج داشت، مجموعه کثیری از یهودیان در غزه حضور داشتند، و بر روی یکی از ستون‌های مسجد بزرگ غزه در این شهر یک کتیبه قرار دارد که بر روی آن نوشته «حنانیا باریاکو» (یک نام عبری) با یک منوراه (شمع‌دار) حک شده‌است. این نشانه نقش قبلی این امارت بوده که طی انتفاضه تخریب شده‌است. بازمانده‌های کنیسه باستانی غزه که در حدود سال ۵۰۰ قبل از میلاد بنا نهاده شده، در نزدیکی اسکله این شهر یافت شده‌است.

### دوره هخامنشیان
در دورهٔ هخامنشیان، سردار ایرانیِ هخامنشی، باتیس، فرماندار غزه بود. اسکندر که به فلسطین حمله کرد چندین روز این شهر را در محاصره داشت. بعد از تسخیر شهر اسکندر از باتیس خواست که از او طلب بخشش کند. اما باتیس مقاومت کرد، اسکندر او را به سختی شکنجه کرد تا جایی که در اثر شکنجه درگذشت. مشهور است که تا زمانی که باتیس جان در بدن داشت جز با نگاه غضب آلود به اسکندر نگاه نکرد و هیچ‌گاه سخنی بر زبان نراند.
غزه در دهه ۶۳۰ میلادی پس از محاصره‌ای که طی آن جمعیت یهودیان شهر در کنار پادگان امپراطوری بیزانس از آن دفاع نمودند، به وسیله عرب‌ها تصرف شد.
اعتقاد بر این بوده که در مکانی که پدربزرگ پیامبر اسلام دفن شده، این شهر به یک شهر مهم اسلامی تبدیل شده‌است. در قرن دوازدهم، غزه درگیر جنگ‌های صلیبی مسیحیان شد و در سال ۱۱۸۷ تحت کنترل مسلمانان قرار گرفت. این شهر در قرن شانزدهم بر اثر حمله عثمانی‌ها سقوط کرد و طی جنگ جهانی اول (۱۹۱۸–۱۹۱۴) به دست بریتانیا افتاد.

### بعد از جنگ جهانی اول
در پی جنگ جهانی اول، غزه به بخشی از قیمومیت بریتانیا بر فلسطین تبدیل شد. پس از شروع جنگ اول اعراب و اسرائیل در سال ۱۹۴۸، مصر کنترل غزه را به دست گرفت و نواحی اطراف آن را تسخیر نمود. مصری‌ها هرگز ساکنان آن را به عنوان شهروندان مصری نپذیرفتند و و خروج آن‌ها را از نوار غزه ممنوع کردند. اسرائیل طی جنگ شش روزه ۱۹۶۷، این شهر را تسخیر کرد و نوار غزه به مدت ۲۷ سال پس از آن تحت اشغال اسرائیل قرار گرفت. غزه و ناحیه کوچکتری از بخش بزرگ این سرزمین توسط اسرائیل غصب شده‌است. این موضوع باعث تراکم زیاد جمعیت و فقر در نوار غزه شد.
در آغاز قیام فلسطینی در سال ۱۹۸۷، که تحت عنوان انتفاضه اول شناخته می‌شود، غزه مرکز ناآرامی سیاسی و رویارویی بین اسرائیلی‌ها و فلسطینی‌ها شد و اوضاع اقتصادی در این شهر رو به وخامت گذاشت.
در سپتامبر ۱۹۹۳، رهبران اسرائیل و سازمان آزادی‌بخش فلسطین توافق‌نامه اسلو را امضا کردند که خواستار اداره فلسطینی نوار غزه، و شهر اریحا در کرانه غربی می‌شد که در می ۱۹۹۴ به مرحله اجرا درآمد. بیشتر اسرائیلی‌ها در حالی غزه را ترک کردند که اداره آن را به حکومت خودگردان فلسطین برای اداره و کنترل شهر در کنار باقی نوار غزه واگذار کردند.
دولت فلسطینی به رهبری یاسر عرفات، غزه را به عنوان اولین مقر ایالتی خود برگزید. در سپتامبر ۱۹۹۵، اسرائیل و ساف یک توافق‌نامه صلح ثانویه امضا کردند که حکومت فلسطینی را تا برخی شهرهای کرانه غربی گسترش می‌داد. این موافقت نامه نیز یک مجمع فلسطینی با ۸۸ عضو تأسیس کرد که جلسه افتتاحی خود را در مارس ۱۹۹۶ در غزه برگزار کرد. شهردار کنونی آن سعد خرمه است.

## مجامع یهودی در غزه
جامعه یهودی در غزه طی دوران جنگ‌های صلیبی از بین رفت، اما با برگشتن دولت مملوک‌ها به وضعیت عادی خود بازگشت و بازسازی شد. در فوریه ۱۷۹۹، زمانی که نیروهای فرانسوی به رهبری ناپلئون وارد این شهر شدند، این شهر دچار طاعون شدیدی شده‌بود که سبب شد تا یهودیان به نواحی دیگر در فلسطین کوچ کنند. تا سال ۱۸۸۶، سی خانواده یهودی به غزه برگشته بودند، اما آن‌ها طی جنگ جهانی اول توسط عثمانیان از این ناحیه رانده شدند. پس از پایان جنگ یهودیان به غزه بازگشتند اما یکبار دیگر پس از کشتار ۱۹۲۹ مجبور به ترک این منطقه شدند.
یهودیان معروف غزه‌ای شامل نجارای اسرائیلی شاعر مذهبی سده‌های میانه (مدفون در گورستان محلی غزه) و پیامبر (مسیح دروغین) سباتی، ناتان غزه‌ای شده‌اند. آبراهام آزولای یهودی در سال ۱۶۱۹ در غزه می‌زیست و در آنجا بود که به خاطر اثر کابالاباورانه (تصوف یهودی) خود تحت عنوان «ابتلاء ابراهیم» در خاطره باقی‌ماند.

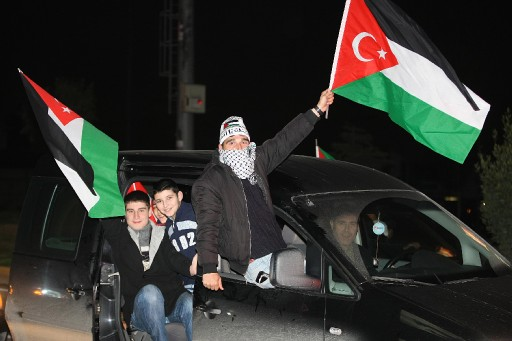
پرچم غیررسمی فلسطین که توسط مردم غزه در ازای قدردانی از حمایت مردم ترکیه از فلسطینیان طراحی شده‌است.

## مردم و فرهنگ

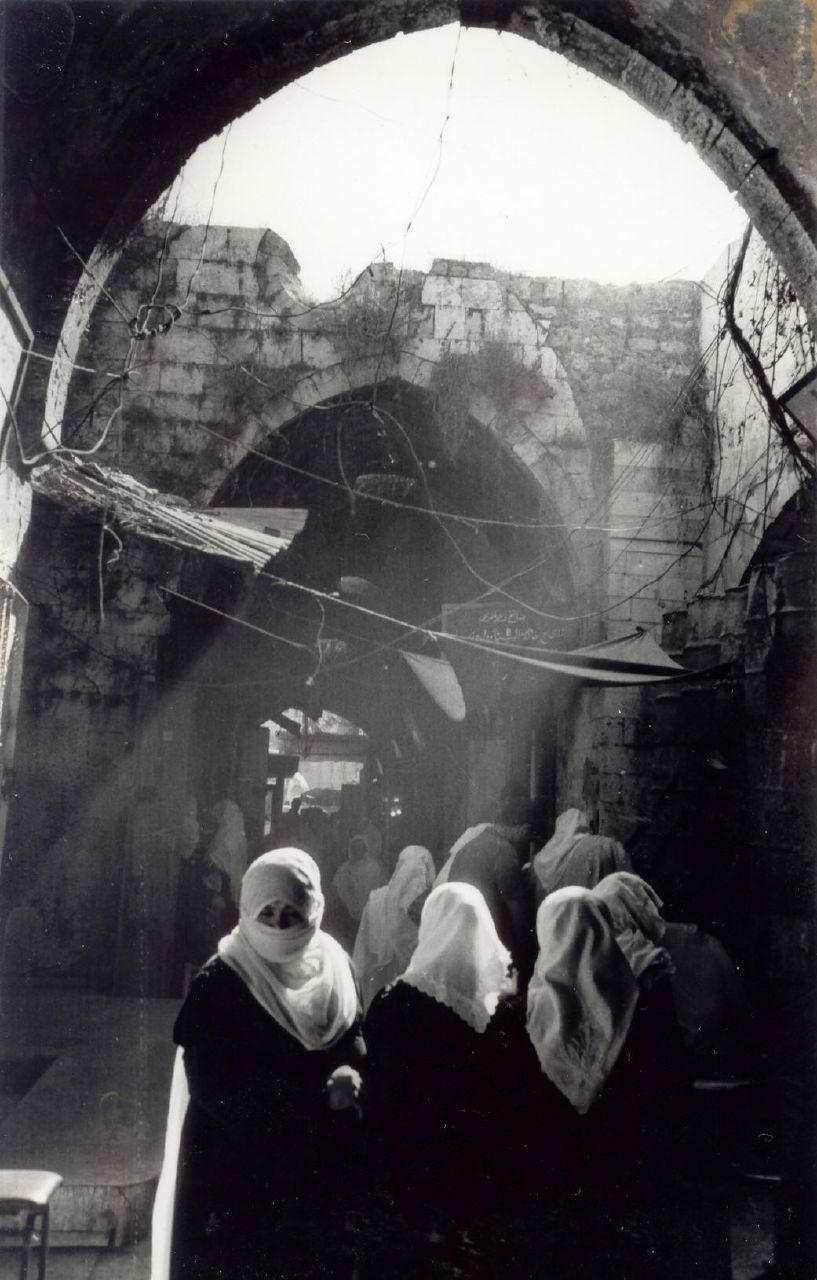
بازار طلا در غزه

جمعیت غزه تقریباً به‌طور کامل از فلسطینیان مسلمان با مذهب شافعیتشکیل می‌شود و همچنین دارای جامعه کوچکی از مسیحیان فلسطینی می‌باشد. جریان گسترده آوارگان فلسطینی پس از جنگ عرب‌ها و اسرائیل در ۱۹۴۸ جمعیت غزه را به یکباره افزایش داد. تا سال ۱۹۶۷، این جمعیت نسبت به سال ۱۹۴۸ شش برابر شد. جمعیت شهر از آن زمان تاکنون به افزایش خود ادامه داده‌است، و فقر، بیکاری، و اوضاع نابسامان زندگی در آن شیوع یافته‌است.
غزه دارای نارسائی‌های جدی در بخش مسکن و زیر ساختاری بوده و سیستم ناکارآمد (تخلیه) فاضلاب آن به مشکلات جدی بهداشت و سلامت عمومی آن دامن زده‌است.

## اقتصاد
غزه مرکز اقتصادی این ناحیه می‌باشد که در آن مرکبات و دیگر محصولات کشت می‌شود. بسیاری از اهالی غزه در بخش خدمات و صنعت اسرائیل کار می‌کنند زمانی که مرز باز باشد. این شهر شامل برخی صنایع کوچک از جمله نساجی و فرآوری مواد غذایی است. انواع کالاها در بازارهای خیابانی غزه به فروش می‌رسد، از جمله فرش‌ها، سفالینه، اثاث حصیری، و البسه پنبه‌ای و توسعه بازرگانی در این شهر در حداقل میزان خود می‌باشد. غزه به عنوان یک کانون حمل ونقل برای نوار غزه است و شامل بندر کوچکی است که بندر محلی شیلات محسوب می‌شود.

## جاذبه‌های گردشگری
مکان‌های مورد توجه برای ناظران این شهر عبارتند از مسجد جامع عمری، مسجد سید هاشم، مسجد ابن عثمان، مسجد ابن مروان، حرم شیخ ابوالعزم، حرم شیخ اجلین، تل منتار، قلعه ناپلئون (قلعه الرضوان) و کلیسای سن پورفیروس. این شهر همچنین دارای تفرجگاه‌های جدید متعددی است که در آن جهانگردان و مردم بومی می‌توانند در کنار ساحل و استخرهای شنا، به شنا و استراحت بپردازند.

### مسجد جامع (مسجدالعمری)
مسجدالعمری با مناره‌های باشکوه خود در پایین شهر غزه واقع شده که معروف است این مسجد ناحیه اولیه معبد مارناس و سپس کلیسای ارتودوکس یونانی را اشغال کرده‌است. این مسجد همچنین در مکان کلیسای نرمن که توسط صلیبیون در قرن دوازهم میلادی ساخته شده بود، قرار گرفته‌است.

### قلعه ناپلئون (قصرالباشا)
این قلعه نیز در پایین شهر غزه واقع شده و این بنای مستحکم سنگی آن به دوره مملوک بر می‌گردد. این مکان به عنوان قصر الباشا شناخته می‌شود زیرا ناپلئون چند شب را در این نقطه در مسیر حرکت خود به سوی شهر در سال ۱۷۹۹ سپری کرده‌است.

### کلیسای سن پورفیروس
این کلیسای قرن چهارم مکانی است که سن پورفیروس درگذشت و در (۴۲۰میلادی) آن دفن شد. کلیسا در شهر قدیمی غزه واقع شده‌است و هنوز توسط جامعه ارتودوکس یونانی امروزه مورد استفاده قرار می‌گیرد.

### مسجد السید هاشم
در بخش الدراج قرار گرفته، این مسجد یکی از بزرگترین و زیباترین مساجد قدیمی در غزه می‌باشد. مزار هاشم بن عبدمناف، جد محمد که طی سفر تجاری خود در غزه درگذشته‌است تصور می‌شود در زیر گنبد این مسجد قرار داشته باشد.

## حمل و نقل

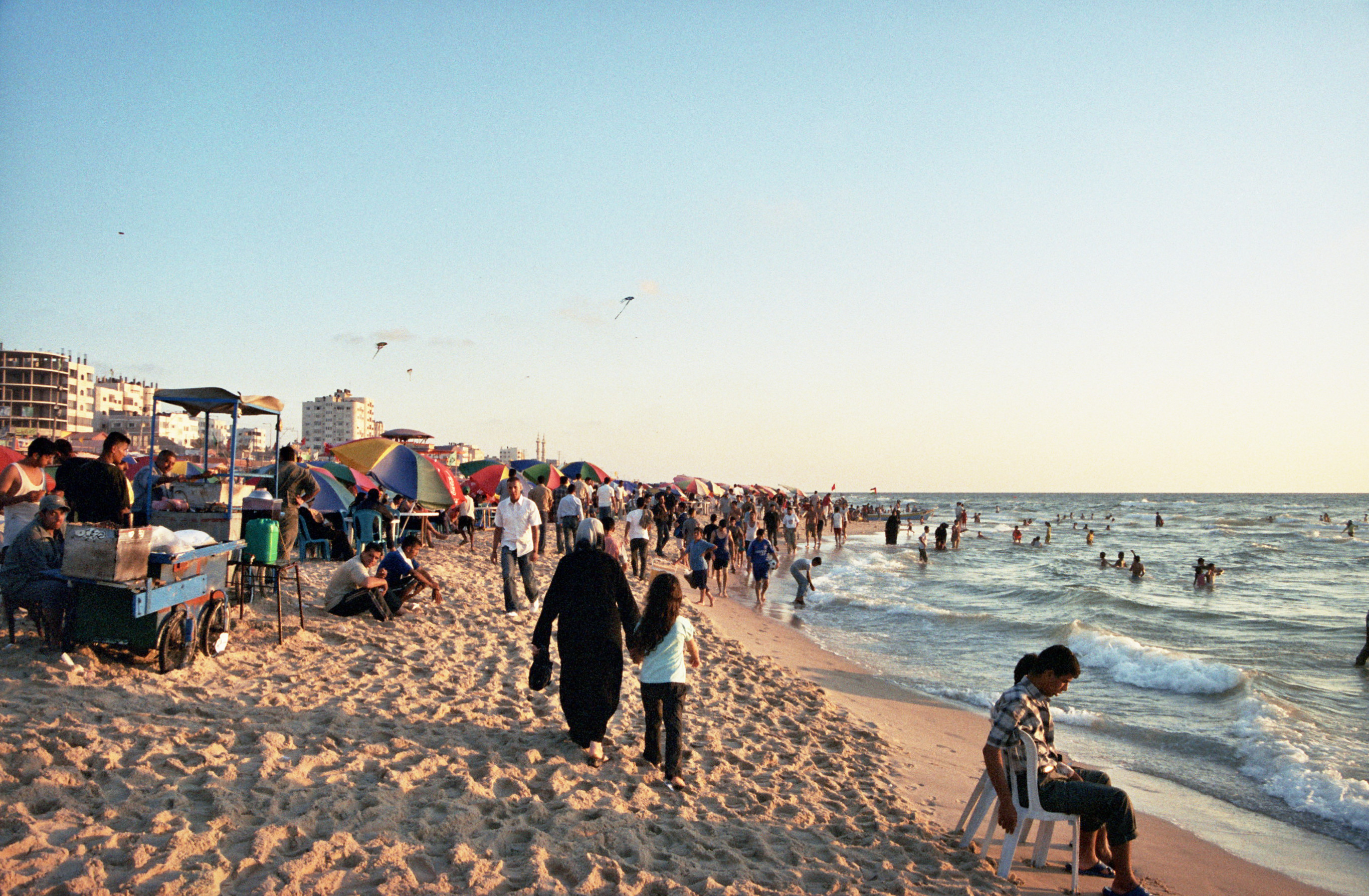
تصویری از ساحل غزه، دریای مدیترانه

شهر غزه در باقی نواحی نوار غزه در کنار فرودگاه بین‌المللی یاسر عرفات قرار دارد. آن در سال ۱۹۹۸ بازگشایی شد، اما فعلاً فاقد هرگونه عملیاتی است، باندها و تأسیسات پشتیبانی آن به‌طور گسترده‌ای طی انتفاضه الاقصی از سوی نیروهای نظامی اسرائیلی ویران شده‌است. در پی خروج اسرائیل از نوار غزه در پاییز ۲۰۰۵، بحث‌هایی میان طرف‌های فلسطینی و اسرائیلی بر سر بازگشایی آن صورت گرفت. تاکنون، مذاکره‌کنندگان اسرائیلی با اجازه بازگشایی آن موافقت نکرده‌اند.

### ورود به غزه
- از طریق هوایی:
  - فرودگاه بین‌المللی غزه، واقع در ۴۰ کیلومتری جنوب غزه.
  - فرودگاه بین‌المللی بن‌گورین، تل‌آویو، ۷۰ کیلومتری شمال غزه.
- از طریق زمینی:
  - دسترسی از شمال: دیوار حائل اسرائیلی نوار غزه تقاطع ارز، (در نقطه مرزی با اسرائیل).
  - دسترسی از جنوب: تقاطع رفح در نقطه (مرزی با مصر که همچنین به عنوان خط فیلادلفیا نیز شناخته می‌شود).[۴]

## شهرهای خواهر
- بارسلونا (اسپانیا)
- ترومسو (نروژ)
- تبریز (ایران)
- تورین (ایتالیا)